# Bangladesh aux Jeux olympiques d'été de 2024
Le Bangladesh participe aux Jeux olympiques de 2024 à Paris. Il s'agit de sa 11e participation à des Jeux olympiques d'été.
L'archer Sagor Islam et la nageuse Sonia Khatun sont nommés porte-drapeaux de la délégation en juillet 2024,.

## Nombre d’athlètes qualifiés par sport
Voici la liste des qualifiés et sélectionnés bangladais par sport (remplaçants compris) :
| Sport                                 | Hommes | Femmes | Total |
| ------------------------------------- | ------ | ------ | ----- |
| Athlétisme                            | 1      | -      | 1     |
| Sports aquatiques • Natation sportive | 1      | 1      | 2     |
| Tir                                   | 1      | -      | 1     |
| Tir à l'arc                           | 1      | -      | 1     |
| Total                                 | 4      | 1      | 5     |

## Résultats

### Athlétisme

#### Hommes
| Athlète        | Épreuve | Tour préliminaire | Tour préliminaire | Premier tour | Premier tour | Demi-finales | Demi-finales | Finale  | Finale  |
| Athlète        | Épreuve | Temps             | Rang              | Temps        | Rang         | Temps        | Rang         | Temps   | Rang    |
| -------------- | ------- | ----------------- | ----------------- | ------------ | ------------ | ------------ | ------------ | ------- | ------- |
| Imranur Rahman | 100 m   | 10 s 73 SB        | 6e                | Éliminé      | Éliminé      | Éliminé      | Éliminé      | Éliminé | Éliminé |

### Natation
| Athlète           | Épreuve          | Séries  | Séries | Demi-finales | Demi-finales | Finale  | Finale  |
| Athlète           | Épreuve          | Temps   | Rang   | Temps        | Rang         | Temps   | Rang    |
| ----------------- | ---------------- | ------- | ------ | ------------ | ------------ | ------- | ------- |
| Samiul Islam Rafi | 100 m nage libre | 53 s 10 | 69e    | Éliminé      | Éliminé      | Éliminé | Éliminé |

| Athlète          | Épreuve         | Séries  | Séries | Demi-finales | Demi-finales | Finale   | Finale   |
| Athlète          | Épreuve         | Temps   | Rang   | Temps        | Rang         | Temps    | Rang     |
| ---------------- | --------------- | ------- | ------ | ------------ | ------------ | -------- | -------- |
| Mst Sonia Khatun | 50 m nage libre | 30 s 52 | 64e    | Éliminée     | Éliminée     | Éliminée | Éliminée |

### Tir
| Tireurs               | Compétition                  | Qualification | Qualification | Finale  | Finale  |
| Tireurs               | Compétition                  | Points        | Rang          | Points  | Rang    |
| --------------------- | ---------------------------- | ------------- | ------------- | ------- | ------- |
| Muhammad Robiul Islam | Carabine à 10 m air comprimé | 624,2         | 43e           | Éliminé | Éliminé |

### Tir à l'arc
| Athlète     | Compétition | Tour préliminaire | Tour préliminaire | 1/32e de finale       | 1/16e de finale  | 1/8e de finale   | Quart de finale  | Demi-finale      | Finale / MB      | Rang    |
| Athlète     | Compétition | Score             | Rang              | Adversaire Score      | Adversaire Score | Adversaire Score | Adversaire Score | Adversaire Score | Adversaire Score | Rang    |
| ----------- | ----------- | ----------------- | ----------------- | --------------------- | ---------------- | ---------------- | ---------------- | ---------------- | ---------------- | ------- |
| Sagor Islam | Hommes      | 652               | 45e               | Nespoli Défaite 0 - 6 | Éliminé          | Éliminé          | Éliminé          | Éliminé          | Éliminé          | Éliminé |